# Furcula cinereofasciata
Furcula cinereofasciata är en fjärilsart som beskrevs av Barend J. Lempke 1959. Furcula cinereofasciata ingår i släktet Furcula och familjen tandspinnare. Inga underarter finns listade i Catalogue of Life.